# Cruz de Hierro (Marvel Comics)
Cruz de Hierro es el nombre de dos personajes ficticios que aparecen en los cómics estadounidenses publicados por Marvel Comics.

## Historial de publicación
La versión de Helmut Gruler de Cruz de Hierro aparece por primera vez en Invasores #36 (Ene. 1979) y fue creado por Roy Thomas y Frank Robbins.
La versión de Clare Gruler de Cruz de Hierro apareció por primera vez en All-New Invaders # 9 (agosto de 2014) y fue creada por James Robinson y Steve Pugh.

## Biografía del personaje ficticio

### Helmut Gruler
Helmut Gruler es un soldado alemán de la Segunda Guerra Mundial que aparece por primera vez en el título Invasores. Gruler se ofrece de voluntario para llevar una armadura creada por el Profesor Franz Schneider para usarse contra las fuerzas Aliadas. Usando el alias Cruz de Hierro, el personaje crea estragos hasta que al parecer murió durante una batalla con el equipo de superhéroes los Invasores.
El personaje vuelve a aparecer en el universo moderno de Marvel en el título Hijos de Medianoche Ilimitados, habiendo sido aparentemente salvado y sostenido por su armadura. La Cruz de Hierro es revelado en la serie limitada en ser un miembro fundador de la versión moderna del Batallón-V, un grupo secreto dedicado a cazar criminales de guerra. El personaje aparentemente muere previniendo la propagación de nanotecnología en todo el mundo por la organización terrorista Hydra.

### Clare Gruler
Clare Gruler es la hija de Helmut Gruler, quien asumió el legado de su padre y se convirtió en un heroína en Alemania.
Como parte del evento All-New, All-Different Marvel el gen inhumano de Clare Gruler se activó cuando estaba dentro de la armadura de la Cruz de Hierro, lo que la llevó a tener poderes que la unieron molecularmente a la armadura de la Cruz de Hierro, transformándola en un cyborg. La Cruz de Hierro fue luego secuestrada por Kurt Dagmar debido a su nueva naturaleza junto con los otros robots y las I.A. Cruz de Hierro logró enviar una señal de ayuda que recibió Soldado del Invierno. El control que Dagmar tenía sobre Cruz de Hierro fue interrumpido cuando fue asesinado por uno de sus Deathloks. Ella agradece a Namor por absolver a su padre de cualquier crimen de guerra durante los juicios de Núremberg.
Más tarde, lucha contra los neonazis en Alemania y solicita ayuda a los Nuevos Invasores. Son interrumpidos por el Inhumano Lash, que está tratando de reclutar a Cruz de Hierro, Toro y al líder de neonazis, que no tenían idea de que era un Nuhuman. Aparecen Medusa y la Corte Real Inhumana, así que Lash se va con los neonazis, que abandonan la causa nazi porque no tiene sangre aria pura. Los Invasores se disuelven más tarde y Cruz de Hierro regresa a Alemania para protegerlo del mal.

## Poderes y habilidades
Helmut Gruler lleva un traje de armadura avanzado que proporciona una fuerza sobrehumana, durabilidad y vuelo a través de jets de botas. La armadura también tiene varias características ofensivas, y es capaz de liberar corriente eléctrica, gas para dormir y un fluido como la tinta similar al descargado por un pulpo. El traje ofrece algo de longevidad al sostener el cuerpo de Gruler.

## En otros medios

### Videojuegos
- Cruz de Hierro aparece como un villano en el videojuego Capitán América: Supersoldado, con la voz de Michael Donovan.[9] Él se muestra trabajando con Arnim Zola en lo que respecta obtener la muestra de ADN del Capitán América. Después que el Capitán América destruye la nueva versión del suero del super-soldado que Cráneo Rojo estaba a punto de recibir de Arnim Zola, Cráneo Rojo ordena a Cruz de Hierro matar al Capitán América, mientras él y Arnim Zola escapan. Capitán América vence a Cruz de Hierro.